# Copa do Mundo de Rugby Union de 1991
A Copa do Mundo de Rugby Union de 1991, realizada na Europa, foi a segunda edição do torneio. Ela foi realizada entre os dias 3 de outubro e 2 de novembro e teve a participação de 16 países divididos em 4 grupos de 4 componentes cada.

## Países participantes

### Por continente
| África     | Américas                              | Ásia    | Europa                                                                       | Oceania                                              |
| ---------- | ------------------------------------- | ------- | ---------------------------------------------------------------------------- | ---------------------------------------------------- |
| - Zimbábue | - Argentina - Canadá - Estados Unidos | - Japão | - Escócia - França - Inglaterra - Irlanda - Itália - País de Gales - Romênia | - Austrália - Fiji - Nova Zelândia - Samoa Ocidental |

### Por grupo
| Grupo A                                                | Grupo B                                | Grupo C                                                   | Grupo D                            |
| ------------------------------------------------------ | -------------------------------------- | --------------------------------------------------------- | ---------------------------------- |
| - Nova Zelândia - Inglaterra - Itália - Estados Unidos | - Escócia - Irlanda - Japão - Zimbábue | - Austrália - Samoa Ocidental - País de Gales - Argentina | - França - Canadá - Romênia - Fiji |

## Fase de grupos

### Grupo A
| 3 de outubro               |         |                                    |                                                         |
| Inglaterra                 | 12 – 18 | Nova Zelândia                      | Twickenham, London Público: 70,000 Árbitro: Jim Fleming |
| Pen: Webb (3) Drop: Andrew |         | Tries: Jones Con: Fox Pen: Fox (4) | Twickenham, London Público: 70,000 Árbitro: Jim Fleming |

| 5 de outubro                                                                          |        |                                           |                                        |
| Itália                                                                                | 30 – 9 | Estados Unidos                            | Cross Green, Otley Árbitro: Owen Doyle |
| Tries: Barba, Francescato, Vaccari, Gaetaniello Con: Dominguez (4) Pen: Dominguez (2) |        | Tries: Swords Con: Williams Pen: Williams | Cross Green, Otley Árbitro: Owen Doyle |

| 8 de outubro                                                                              |        |                   |                                                             |
| Nova Zelândia                                                                             | 46 – 6 | Estados Unidos    | Kingsholm, Gloucester Público: 12,000 Árbitro: Efraim Sklar |
| Tries: Wright (3), Earl, Purvis, Timu, Tuigamala, Innes Con: Preston (4) Pen: Preston (2) |        | Pen: Williams (2) | Kingsholm, Gloucester Público: 12,000 Árbitro: Efraim Sklar |

| 8 de outubro                                                    |        |                                |                                            |
| Inglaterra                                                      | 36 – 6 | Itália                         | Twickenham, London Árbitro: Brian Anderson |
| Tries: Guscott (2), Underwood, Webb Con: Webb (4) Pen: Webb (4) |        | Tries: Cuttitta Con: Domínguez | Twickenham, London Árbitro: Brian Anderson |

| 11 de outubro                                                                          |        |                                           |                                       |
| Inglaterra                                                                             | 37 – 9 | Estados Unidos                            | Twickenham, London Árbitro: Les Peard |
| Tries: Underwood (2), Carling, Skinner, Heslop Con: Hodgkinson (4) Pen: Hodgkinson (3) |        | Tries: Nelson Con: Williams Pen: Williams | Twickenham, London Árbitro: Les Peard |

| 13 de outubro                                                  |         |                                                                   |                                                                   |
| Itália                                                         | 21 – 31 | Nova Zelândia                                                     | Welford Road, Leicester Público: 16,800 Árbitro: Kerry Fitzgerald |
| Tries: Cuttitta , Bonomi Con: Domínguez (2) Pen: Domínguez (3) |         | Tries: Brooke, Innes, Tuigamala, Hewett Con: Fox (3) Pen: Fox (3) | Welford Road, Leicester Público: 16,800 Árbitro: Kerry Fitzgerald |

| Seleção        | Vitórias | Empates | Derrotas | Pontos a favor | Pontos contra | Pontos |
| -------------- | -------- | ------- | -------- | -------------- | ------------- | ------ |
| Nova Zelândia  | 3        | 0       | 0        | 95             | 39            | 9      |
| Inglaterra     | 2        | 0       | 1        | 85             | 33            | 7      |
| Itália         | 1        | 0       | 2        | 57             | 76            | 5      |
| Estados Unidos | 0        | 0       | 3        | 24             | 113           | 3      |

### Grupo B
| 5 de outubro |        |                                              |                                                        |
| Escócia | 47 – 9 | Japão                                        | Murrayfield, Edinburgh Árbitro: Ed Morrison Inglaterra |
| Tries: S. Hastings , Stanger, Chalmers, White, Penalty Try, Tukalo, G. Hastings Con: G. Hastings (5) Pen: G. Hastings (2), Chalmers |        | Tries: Hosokawa Con: Hosokawa Drop: Hosokawa | Murrayfield, Edinburgh Árbitro: Ed Morrison Inglaterra |

| 6 de outubro                                                                          |         |                                      |                                                               |
| Irlanda                                                                               | 55 – 11 | Zimbábue                             | Landsdowne Road, Dublin Árbitro: Keith Lawrence Nova Zelândia |
| Tries: Robinson (4) , Popplewell (2), Geoghegan, Curtis Con: Keyes (4) Pen: Keyes (5) |         | Tries: Dawson, Schultz Pen: Ferreira | Landsdowne Road, Dublin Árbitro: Keith Lawrence Nova Zelândia |

| 9 de outubro                                                      |         |                                                     |                                                      |
| Irlanda                                                           | 32 – 16 | Japão                                               | Landsdowne Road, Dublin Árbitro: Laikini Colati Fiji |
| Tries: Mannion (2), O’Hara, Staples Con: Keyes (2) Pen: Keyes (4) |         | Tries: Hayashi, Kajihara, Yoshida Con: Hosokawa (2) | Landsdowne Road, Dublin Árbitro: Laikini Colati Fiji |

| 9 de outubro                                                                                           |         |                                   |                                                            |
| Escócia                                                                                                | 51 – 12 | Zimbábue                          | Murrayfield, Edinburgh Árbitro: Don Reordan Estados Unidos |
| Tries: Tukalo (3), Turnbull, S. Hastings, Stanger, Weir, White Con: Dods (5) Pen: Dods (2) Drop: Wylie |         | Tries: Garvey (2) Con: Currin (2) | Murrayfield, Edinburgh Árbitro: Don Reordan Estados Unidos |

| 12 de outubro                                                                                 |         |                            |                                                        |
| Escócia                                                                                       | 24 – 15 | Irlanda                    | Murrayfield, Edinburgh Árbitro: Fred Howard Inglaterra |
| Tries: Shiel, Armstrong, S. Hastings Con: G. Hastings (2) Pen: G. Hastings (3) Drop: Chalmers |         | Pen: Keyes (4) Drop: Keyes | Murrayfield, Edinburgh Árbitro: Fred Howard Inglaterra |

| 14 de outubro                                                                                                |        |                        |                                                  |
| Japão | 52 – 8 | Zimbábue               | Ravenhill, Belfast Árbitro: Rene Hourquet França |
| Tries: Yoshida (2), Mashuho (2), Kutsuki (2), Horikoshi, Luaiufi, Matsuo Con: Hosokawa (2) Pen: Hosokawa (4) |        | Tries: Tsimba, Nguruve | Ravenhill, Belfast Árbitro: Rene Hourquet França |

| Seleção  | Vitórias | Empates | Derrotas | Pontos a favor | Pontos contra | Pontos |
| -------- | -------- | ------- | -------- | -------------- | ------------- | ------ |
| Escócia  | 3        | 0       | 0        | 122            | 36            | 9      |
| Irlanda  | 2        | 0       | 1        | 102            | 51            | 7      |
| Japão    | 1        | 0       | 2        | 77             | 87            | 5      |
| Zimbábue | 0        | 0       | 3        | 31             | 158           | 3      |

### Grupo C
| 4 de outubro                                        |         |                                                                       |                                              |
| Argentina                                           | 19 – 32 | Austrália                                                             | Stradey Park, Llanelli Árbitro: David Bishop |
| Tries: Terán (2) Con: Del Castillo Drop: Arbizu (2) |         | Tries: Campese (2), Horan (2), Kearns Con: Lynagh (3) Pen: Lynagh (2) | Stradey Park, Llanelli Árbitro: David Bishop |

| 6 de outubro                           |         |                                               |                                                   |
| País de Gales                          | 13 – 16 | Samoa Ocidental                               | Cardiff Arms Park, Cardiff Árbitro: Patrick Robin |
| Tries: Emyr, Evans Con: Ring Pen: Ring |         | Tries: Vaega, Vaifale Con: Vaea Pen: Vaea (2) | Cardiff Arms Park, Cardiff Árbitro: Patrick Robin |

| 9 de outubro    |       |                 |                                                |
| Austrália       | 9 – 3 | Samoa Ocidental | Pontypool Park, Pontypool Árbitro: Ed Morrison |
| Pen: Lynagh (3) |       | Pen: Vaea       | Pontypool Park, Pontypool Árbitro: Ed Morrison |

| 9 de outubro                       |        |                                |                                                   |
| País de Gales                      | 16 – 7 | Argentina                      | Cardiff Arms Park, Cardiff Árbitro: Rene Hourquet |
| Tries: Arnold Pen: Ring (3), Rayer |        | Tries: Simon Pen: Del Castillo | Cardiff Arms Park, Cardiff Árbitro: Rene Hourquet |

| 12 de outubro |        |                                                                                      |                                                    |
| País de Gales | 3 – 38 | Austrália                                                                            | Cardiff Arms Park, Cardiff Árbitro: Keith Lawrence |
| Pen: Ring     |        | Tries: Roebuck (2), Slattery, Campese, Horan, Lynagh Con: Lynagh (4) Pen: Lynagh (2) | Cardiff Arms Park, Cardiff Árbitro: Keith Lawrence |

| 13 de outubro                                 |         |                                                                     |                                                 |
| Argentina                                     | 12 – 35 | Samoa Ocidental                                                     | Sardis Road, Pontypridd Árbitro: Brian Anderson |
| Tries: Terán Con: Arbizu Pen: Laborde, Arbizu |         | Tries: Tagaola (2), Lima (2), Bunce, Bachop Con: Vaea (4) Pen: Vaea | Sardis Road, Pontypridd Árbitro: Brian Anderson |

| Seleção         | Vitórias | Empates | Derrotas | Pontos a favor | Pontos contra | Pontos |
| --------------- | -------- | ------- | -------- | -------------- | ------------- | ------ |
| Austrália       | 3        | 0       | 0        | 79             | 25            | 9      |
| Samoa Ocidental | 2        | 0       | 1        | 54             | 34            | 7      |
| País de Gales   | 1        | 0       | 2        | 32             | 61            | 5      |
| Argentina       | 0        | 0       | 3        | 38             | 83            | 3      |

### Grupo D
| 4 de outubro                                                                          |        |                |                                                      |
| França                                                                                | 30 – 3 | Romênia        | Stade de la Méditerranée, Béziers Árbitro: Les Peard |
| Tries: Roumat, Lafond, Penalty Try, Saint-André Con: Camberabero Pen: Camberabero (4) |        | Pen: Nichitean | Stade de la Méditerranée, Béziers Árbitro: Les Peard |

| 5 de outubro                 |        |              |                                                      |
| Canadá                       | 13 – 3 | Fiji         | Stade Jean Dauger, Bayonne Árbitro: Kerry Fitzgerald |
| Tries: Stewart Pen: Rees (3) |        | Drop: Serevi | Stade Jean Dauger, Bayonne Árbitro: Kerry Fitzgerald |

| 8 de outubro                                                                    |        |                                                                   |                                                   |
| França                                                                          | 33 – 9 | Fiji                                                              | Stade Lesdiguières, Grenoble Árbitro: Derek Bevan |
| Tries: Lafond (3), Sella (2), Camberabero Con: Camberabero (3) Pen: Camberabero |        | Tries: Naruma Con: Koroduadua Waqanibau Pen: Koroduadua Waqanibau | Stade Lesdiguières, Grenoble Árbitro: Derek Bevan |

| 9 de outubro                                                     |         |                                   |                                                       |
| Canadá                                                           | 19 – 11 | Romênia                           | Stade Ernest-Wallon, Toulouse Árbitro: Sandy MacNeill |
| Tries: McKinnon, Ennis Con: Mark Wyatt Pen: Wyatt (2) Drop: Rees |         | Tries: Lungu, Sasu Pen: Nichitean | Stade Ernest-Wallon, Toulouse Árbitro: Sandy MacNeill |

| 12 de outubro                            |         |                                                       |                                                      |
| Fiji                                     | 15 – 17 | Romênia                                               | Parc Municipal des Sports, Brive Árbitro: Owen Doyle |
| Pen: Turuva (2) Drop: Rabaka (2), Turuva |         | Tries: Ion, Dumitras, Sasu Con: Racean Pen: Nichitean | Parc Municipal des Sports, Brive Árbitro: Owen Doyle |

| 13 de outubro                                                             |         |                                          |                                                |
| França                                                                    | 19 – 13 | Canadá                                   | Stade Armandie, Agen Árbitro: Stephen Hilditch |
| Tries: Lafond, Saint-André Con: Camberabero Pen: Lacroix (2), Camberabero |         | Tries: Wyatt Pen: Wyatt, Rees Drop: Rees | Stade Armandie, Agen Árbitro: Stephen Hilditch |

| Seleção | Vitórias | Empates | Derrotas | Pontos a favor | Pontos contra | Pontos |
| ------- | -------- | ------- | -------- | -------------- | ------------- | ------ |
| França  | 3        | 0       | 0        | 82             | 25            | 9      |
| Canadá  | 2        | 0       | 1        | 45             | 33            | 7      |
| Romênia | 1        | 0       | 2        | 31             | 64            | 5      |
| Fiji    | 0        | 0       | 3        | 27             | 63            | 3      |

## Fase final
|  | Quartas de final                                        | Quartas de final                    |                                     |               | Semifinais     | Semifinais     |  |  | Final                                   | Final |
|  |                                                         |                                     |                                     |               |                |                |  |  |                                         |       |
|  | 19 October - Murrayfield, Edinburgh                     |                                     |                                     |               |                |                |  |  |                                         |       |
|  |                                                         |                                     |                                     |               |                |                |  |  |                                         |       |
|  | Escócia                                                 | 28                                  |                                     |               |                |                |  |  |                                         |       |
|  | Escócia                                                 | 28                                  | 26 October - Murrayfield, Edinburgh |               |                |                |  |  |                                         |       |
|  | Samoa Ocidental                                         | 6                                   |                                     |               |                |                |  |  |                                         |       |
|  | Samoa Ocidental                                         | 6                                   | Escócia                             | 6             |                |                |  |  |                                         |       |
|  | 19 October - Parc des Princes, Paris                    |                                     | Escócia                             | 6             |                |                |  |  |                                         |       |
|  |                                                         | Inglaterra                          | 9                                   |               |                |                |  |  |                                         |       |
|  | França                                                  | Inglaterra                          | 9                                   | 10            |                |                |  |  |                                         |       |
|  | França                                                  |                                     | 2 November - Twickenham, London     | 10            |                |                |  |  |                                         |       |
|  | Inglaterra                                              | 19                                  |                                     |               |                |                |  |  |                                         |       |
|  | Inglaterra                                              | 19                                  | Inglaterra                          | 6             |                |                |  |  |                                         |       |
|  | 20 October - Stadium Lille-Metropole, Villeneuve d'Ascq |                                     | Inglaterra                          | 6             |                |                |  |  |                                         |       |
|  |                                                         | Austrália                           | 12                                  |               |                |                |  |  |                                         |       |
|  | Nova Zelândia                                           | Austrália                           | 12                                  | 29            |                |                |  |  |                                         |       |
|  | Nova Zelândia                                           | 27 October - Lansdowne Road, Dublin |                                     | 29            |                |                |  |  |                                         |       |
|  | Canadá                                                  | 13                                  |                                     |               |                |                |  |  |                                         |       |
|  | Canadá                                                  | 13                                  | Nova Zelândia                       | 6             | Terceiro lugar | Terceiro lugar |  |  |                                         |       |
|  | 20 October - Lansdowne Road, Dublin                     |                                     | Nova Zelândia                       | 6             | Terceiro lugar | Terceiro lugar |  |  |                                         |       |
|  |                                                         | Austrália                           | 16                                  |               |                |                |  |  |                                         |       |
|  | Austrália                                               | Austrália                           | 16                                  | 19            | Escócia        | 6              |  |  |                                         |       |
|  | Austrália                                               |                                     |                                     | 19            | Escócia        | 6              |  |  |                                         |       |
|  | Irlanda                                                 | 18                                  |                                     | Nova Zelândia | 13             |                |  |  |                                         |       |
|  | Irlanda                                                 | 18                                  |                                     |               | 13             |                |  |  |                                         |       |
|  |                                                         |                                     |                                     |               |                |                |  |  | 30 October - Cardiff Arms Park, Cardiff |       |
|  |                                                         |                                     |                                     |               |                |                |  |  |                                         |       |

### Quartas de final
| 19 de outubro                  |         |                                                   |                                               |
| França                         | 10 – 19 | Inglaterra                                        | Parc des Princes, Paris Árbitro: David Bishop |
| Tries: Lafond Pen: Lacroix (2) |         | Tries: Underwood, Carling Con: Webb Pen: Webb (3) | Parc des Princes, Paris Árbitro: David Bishop |

| 19 de outubro                                                   |        |                              |                                             |
| Escócia                                                         | 28 – 6 | Samoa Ocidental              | Murrayfield, Edinburgh Árbitro: Derek Bevan |
| Tries: Jeffrey (2), Stanger Con: Hastings (2) Pen: Hastings (4) |        | Pen: Vaea Drop goals: Bachop | Murrayfield, Edinburgh Árbitro: Derek Bevan |

| 20 de outubro                                         |         |                                                        |                                             |
| Irlanda                                               | 18 – 19 | Austrália                                              | Lansdowne Road, Dublin Árbitro: Jim Fleming |
| Tries: Hamilton Con: Keyes Pen: Keyes (3) Drop: Keyes |         | Tries: Campese (2), Lynagh Con: Lynagh (2) Pen: Lynagh | Lansdowne Road, Dublin Árbitro: Jim Fleming |

| 20 de outubro                              |         |                                                                 |                                                                 |
| Canadá                                     | 13 – 29 | Nova Zelândia                                                   | Stadium Lille-Metropole, Villeneuve d'Ascq Árbitro: Fred Howard |
| Tries: Tynan, Charron Con: Rees Pen: Wyatt |         | Tries: Timu (2), McCahill, Brooke, Kirwan Con: Fox (3) Pen: Fox | Stadium Lille-Metropole, Villeneuve d'Ascq Árbitro: Fred Howard |

### Semifinais
| 26 de outubro        |       |                            |                                                  |
| Escócia              | 6 – 9 | Inglaterra                 | Murrayfield, Edinburgh Árbitro: Kerry Fitzgerald |
| Pen: G. Hastings (2) |       | Pen: Webb (2) Drop: Andrew | Murrayfield, Edinburgh Árbitro: Kerry Fitzgerald |

| 27 de outubro                                     |        |               |                                             |
| Austrália                                         | 16 – 6 | Nova Zelândia | Lansdowne Road, Dublin Árbitro: Jim Fleming |
| Tries: Campese, Horan Con: Lynagh Pen: Lynagh (2) |        | Pen: Fox (2)  | Lansdowne Road, Dublin Árbitro: Jim Fleming |

### Terceiro lugar
| 30 de outubro                  |        |                      |                                                      |
| Nova Zelândia                  | 13 – 6 | Escócia              | Cardiff Arms Park, Cardiff Árbitro: Stephen Hilditch |
| Tries: Little Pen: Preston (3) |        | Pen: G. Hastings (2) | Cardiff Arms Park, Cardiff Árbitro: Stephen Hilditch |

### Final
| 2 de novembro                           |        |               |                                                         |
| Austrália                               | 12 – 6 | Inglaterra    | Twickenham, London Público: 75,000 Árbitro: Derek Bevan |
| Tries: Daly Con: Lynagh Pen: Lynagh (2) |        | Pen: Webb (2) | Twickenham, London Público: 75,000 Árbitro: Derek Bevan |

## Campeã
| Copa do Mundo de Rugby Union de 1991 |
| ------------------------------------ |
| Austrália (1º título)                |

## Estatísticas

### Times
- Maior número de pontos:  Escócia (162)
- Maior número de Tries:  Escócia (20)
- Maior número de conversões:  Escócia (14)
- Maior número de penalidades:  Inglaterra (17)
- Maior número de Drop Goals:  Fiji (4)
- Maior número de cartões amarelos: nenhum
- Maior número de cartões vermelhos:  Argentina e  Samoa Ocidental (1)

### Jogadores
- Maior número de pontos:  Ralph Keyes (68)
- Maior número de Tries:  David Campese,  Jean-Baptiste Lafond (6)
- Maior número de conversões:  Michael Lynagh (11)
- Maior número de penalidades:  Ralph Keyes (16)
- Maior número de Drop Goals:  Lisandro Arbizu,  Gareth Rees,  Tomasi Rabaka,  Rob Andrew,  Ralph Keyes (2)
- Maior número de cartões amarelos: nenhum
- Maior número de cartões vermelhos:  Pedro Sporleder,  Mata'afa Keenan (1)